# Damián Malrechauffe
Damián Alejandro Malrechauffe Verdún (Montevideo, Uruguay, 19 de octubre de 1984) es un exfutbolista uruguayo. Juegó de defensa. Su último club como jugador fue Rentistas de la Primera División de Uruguay.

## Trayectoria
Pese a que ha jugado muchos años en Danubio, club que lo vio nacer, tuvo un breve paso por el Tijuana de México en la temporada 2009-10.
El 14 de julio de 2013, Malrechauffe ficha en Colo-Colo de la Primera División de Chile, a préstamo por un año con opción de compra, después de 6 meses abandona Colo-Colo debido a la falta de minutos en el equipo.
A principios de 2014 vuelve a Danubio, pero no iba a tener minutos necesarios para jugar y por parte de la dirigencia no hicieron lo necesario para que se quedara.
Ficha por Racing donde juega en el primer semestre un total de 9 partidos. En el siguiente semestre sigue jugando aún por Racing, con un total de 14 partidos, convirtiendo 5 goles y siendo uno de los máximos artilleros del club albiverde.
Obtiene el subecampeonato con Racing en el Torneo Apertura 2014 en Uruguay y la Copa Suat 2015 ante Defensor Sporting. En dicha Copa, convirtió un gol frente a Atlético Rafaela.
El 28 de enero de 2015 ficha por Quilmes de Argentina por año y medio.
Para la segunda parte del 2016 arregla su vinculación con Danubio.

## Selección nacional
Ha sido Internacional con la Selección de Uruguay en 2 oportunidades, sin convertir goles.

## Clubes
| Club             | País      | Año       | PJ | Goles |
| ---------------- | --------- | --------- | -- | ----- |
| Danubio          | Uruguay   | 2004-2009 | 67 | 6     |
| Tijuana          | México    | 2009-2011 | 24 | 3     |
| Cúcuta Deportivo | Colombia  | 2012-2013 | 29 | 2     |
| Colo Colo        | Chile     | 2013      | 3  | 0     |
| Racing           | Uruguay   | 2014-2015 | 23 | 5     |
| Quilmes          | Argentina | 2015-2016 | 19 | 1     |
| Danubio          | Uruguay   | 2016-2017 | 2  | 0     |
| Racing Club (M)  | Uruguay   | 2018-2019 | 19 | 0     |
| Rentistas        | Uruguay   | 2019-Act. | 24 | 2     |

## Palmarés

### Campeonatos nacionales
| Título                         | Club      | País    | Año     |
| ------------------------------ | --------- | ------- | ------- |
| Campeonato Uruguayo            | Danubio   | Uruguay | 2004    |
| Campeonato Uruguayo            | Danubio   | Uruguay | 2006-07 |
| Copa Suat                      | Racing    | Uruguay | 2015    |
| Campeonato Uruguayo (Apertura) | Rentistas | Uruguay | 2020    |

## Redes sociales oficiales
- Damián Malrrechauffe en Facebook
- Damián Malrrechauffe en X (antes Twitter)
- Video en YouTube.
- Web Oficial Archivado el 19 de septiembre de 2017 en Wayback Machine.

- Datos: Q5212634
- Multimedia: Damián Malrrechaufe / Q5212634